# Abborrtjärnen (Sundsjö socken, Jämtland, 699626-147603)
Abborrtjärnen är en sjö i Bräcke kommun i Jämtland och ingår i Indalsälvens huvudavrinningsområde.